# Ana Navarro
Ana Violeta Navarro-Cárdenas (nascida Navarro Flores; 28 de dezembro de 1971) é uma estrategista política e comentarista política nicaraguense-americana. Ela aparece em vários programas de televisão e veículos de notícias, incluindo CNN, CNN en Español, ABC News e Telemundo. Ela também é co-apresentadora do talk show diurno The View, recebendo indicações ao Daytime Emmy Award por seu trabalho.
Navarro descreveu sua posição política como "centrista". Embora se considere membro do Partido Republicano, ela tem sido uma crítica vocal do presidente republicano Donald Trump e de sua administração. Ela falou em apoio à campanha presidencial de Kamala Harris na Convenção Nacional Democrata de 2024.

## Juventude e educação
Nascida em 1971 em uma rica família de agricultores proprietários de terras na Nicarágua, Navarro é filha de Violeta Flores López e José Augusto Navarro Flores, ex-ministro da Agricultura sob a administração de Enrique Bolaños Geyer. Ela e sua família se mudaram para os Estados Unidos em 1980 devido à turbulência política, embora seu pai tenha ficado para trás para continuar a lutar com os Contras contra o governo sandinista. Mais tarde, ela disse que o apoio do então-presidente Ronald Reagan aos Contras fez dela uma republicana vitalícia.

## Carreira
Navarro é membro do Partido Republicano. Ela atuou em vários governos republicanos, inclusive como parte da equipe de transição do governador da Flórida, Jeb Bush, em 1998, e também como sua Diretora de Política de Imigração. Ela também atuou como embaixadora na Comissão de Direitos Humanos das Nações Unidas, onde condenou as violações dos direitos humanos em Cuba. Mais tarde, ela atuou como copresidente nacional do Conselho Consultivo Hispânico para John McCain em 2008 e Jon Huntsman Jr. em 2012.
Em fevereiro de 2014, ela se tornou comentarista política da ABC News. Além disso, ela também é comentarista política na CNN e na CNN en Español. Navarro tornou-se colaboradora do talk show diurno da ABC, The View, em 2013. Ela se juntou à série como co-apresentadora convidada semanal em 2018 e como co-apresentadora permanente em 2022. Ela recebeu indicações ao Daytime Emmy Award de Melhor Apresentadora de Talk Show Informativo em 2020 e 2022, bem como Melhor Apresentadora de Série de Talk Show Diurno em 2024.